# Kibaba
Das Kibaba war ein Volumenmaß im Ostafrika und wurde als Getreidemaß genutzt.
- 1 Kibaba = 0,8 Liter

Eine Unterteilung erfolgte nur in Halbe und Viertel.
- 4 Kibaba = 1 Pischi